# Ergin Ataman
Ergin Ataman, né le 7 janvier 1966 à Istanbul, en Turquie, est un entraîneur turc de basket-ball.

## Biographie
En décembre 2017, Ataman est de nouveau nommé entraîneur de l'Anadolu Efes Spor Kulübü en remplacement de Velimir Perasović, licencié pour manque de résultats. Le contrat entre Ataman et l'Efes court jusqu'à la fin de la saison 2018-2019.
Lors de la saison 2018-2019, l'Efes bat en demi-finale de l'Euroligue son rival stambouliote du Fenerbahçe. L'Efes est battu en finale par le CSKA Moscou. Quatre jours plus tard, Ataman prolonge son contrat avec l'Anadolu Efes jusqu'au terme de la saison 2020-2021.
Lors de la saison 2020-2021, l'Anadolu Efes remporte l'Euroligue et survole le championnat de Turquie avec 29 victoires en 30 rencontres. Ataman est élu entraîneur de l'année en Euroligue.

## Palmarès
- Champion de Turquie 2006, 2009, 2012, 2013, 2021, 2023
- Coupe de Turquie 2001, 2003, 2004, 2005, 2009, 2012, 2022
- Coupe du Président 1997, 2000, 2003, 2004, 2005, 2009, 2022

- Coupe Saporta en 2002 avec le Mens Sana Sienne
- EuroChallenge 2012 avec le Besiktas
- EuroCoupe en 2016 avec Galatasaray
- Euroligue 2020-2021, 2021-2022 avec l'Anadolu Efes et 2023-2024 avec le Panathinaikos.

- Entraîneur de l'année de l'Euroligue (en) 2021